# 双胴機
日本語でいうところの双胴機（そうどうき）とは、一つには、水平尾翼と垂直尾翼が2つの胴体の後端に取り付けられている航空機（一般には特に飛行機。例1）であり、今一つには、1つの胴体の両側に取り付けられた主翼またはエンジンナセルから張り出した部分に水平・垂直尾翼が取り付けられている航空機（例2・例3）を指す。
一方、英語では両者は明確に区別されており、前者は twin-fuselage aircraft（日本語音写例：ツインフュージラージ・エアクラフト）、後者は twin-boom aircraft（日本語音写例：ツインブーム・エアクラフト）と呼ばれている。

## 概要
双胴機という機種は、第一次世界大戦が始まった20世紀初頭に登場した。
こうした構成が選ばれる理由としては、以下のものがある。
- 貨物室の扉を胴体後部に設置できるため。

例：C-82 パケット、C-119 フライングボックスカー、ノール ノラトラ、IAI アラバ。
- 推進式もしくはプッシュプル式のプロペラ機やジェット機において、エンジンを胴体後部に直接配置できるため。

例：XP-52、デ・ハビランド バンパイア（■画像の例1）。
- 後方を射撃する際に視界を妨げないため。

例：Fw 189 ウーフー。
- 既に存在する機体を並列に連結したため。

搭乗者席の増加。パイロットが複数であれば交代で操縦でき、長時間の飛行でも疲労が防げる。レーダー員やナビゲーターを乗せれば操縦者の負担軽減と精密・複雑な任務を遂行できる。
例：F-82 ツインマスタング（■画像の例1）、ハインケル He 111Z、Me 609。
- 初期の直列（V・逆V）エンジンと付随する長大なターボチャージャーを、空気力学的に最も効果的・実用的に配置するため。

例：P-38 ライトニング。
双胴機のなかでも、単胴機を2つ繋げて1つの機体に仕上げたものは、日本語で「双子機（ふたごき）」と呼ぶ。F-82 ツインマスタング（■画像の例1）やスケールド・コンポジッツ ストラトローンチは、分かりやすい例と言える。
そのほか、機体中央下部に物体を吊すことが出来るため、空中発射ロケットの母機として用いられる（該当：スケールド・コンポジッツ ストラトローンチ）。
双胴機の中央に胴体を追加したものは、日本語で「三胴機（さんどうき）」、英語で triple-fuselage aircraft（日本語音写例：トリプルフュージラージ・エアクラフト〉）とも呼ばれる。ルータン ボイジャーやグローバルフライヤーなどがある。

## 双胴機の一覧
※当セクションにおける略号は以下のとおり。表示の無いものは、詳細未確認（もしくは、元情報無し）、あるいは、未編集。
［2FA］= twin-fuselage aircraft、［3FA］= triple-fuselage aircraft（三胴機）、［2BA］= twin-boom aircraft

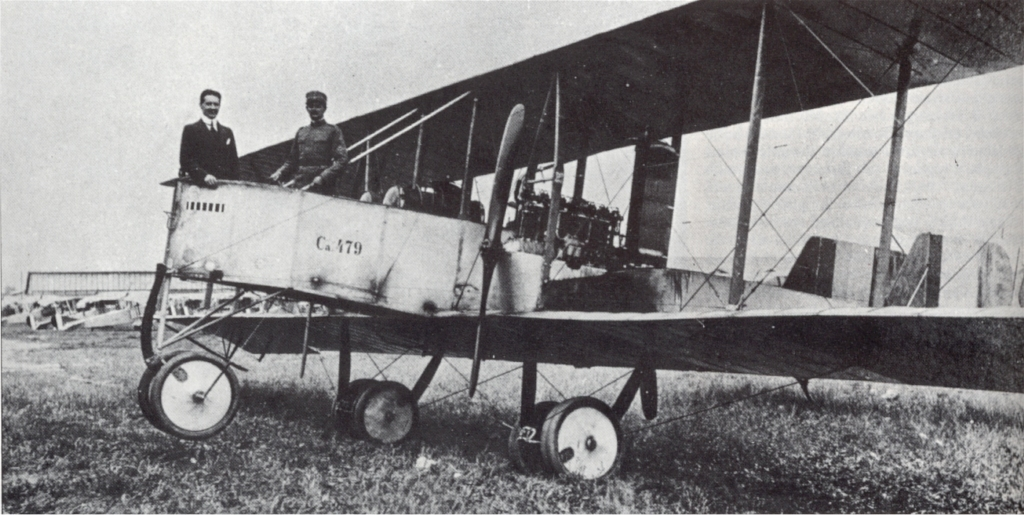
カプロニ Ca.1（1914年）

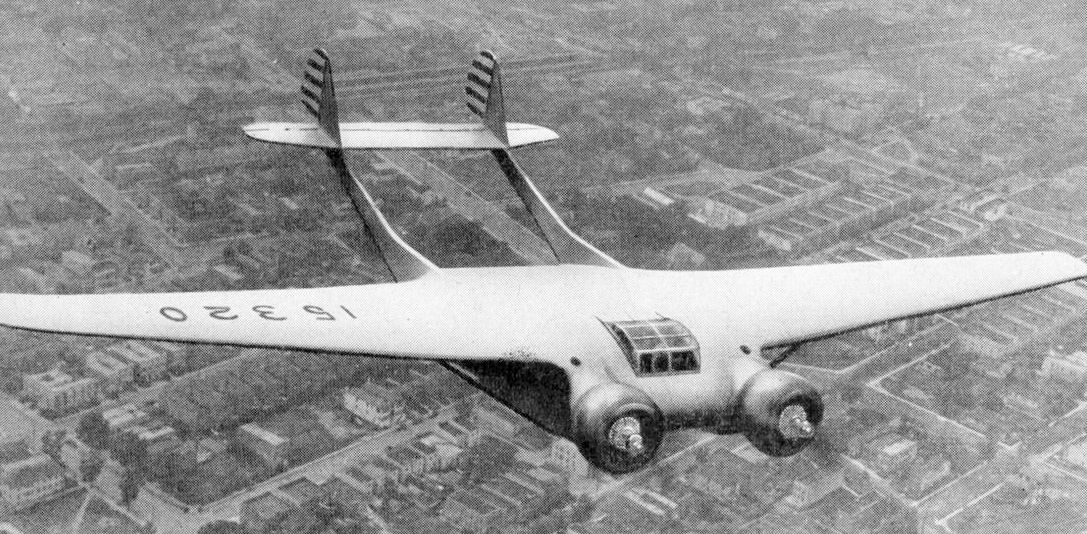
バーネリ UB-14

- ニューポール カートン＝パート（ニューポール セスキプレーン プッシャー） (仏: Nieuport Carton-Pate、英: Nieuport sesquiplane Pusher)

［2BA］ 一半葉機 (sesquiplane)、飛行艇。軍用。1913年初飛行。 フランス
- カプロニ Ca.1 (1914年)（英語版） (Caproni Ca.1 (1914))  - ［2BA］ 1914年初飛行。 イタリア王国。■右に画像あり。
- AGO C.I（英語版） (AGO C.I)  - ［3FA］ 1915年6月運用開始。 ドイツ帝国
- AGO C.II (AGO C.II)  - ［2FA］ 1915年運用開始。1917年退役。 ドイツ帝国
- カプロニ Ca.4 (Caproni Ca.4)  - ［2FA］ 爆撃機。1917年初飛行。 イタリア王国
- サヴォイア・マルケッティ S.64 (Savoia-Marchetti S.64)  - 1928年4月3日初飛行。 イタリア王国
- シコルスキー S-38（英語版） (Sikorsky S-38)  - 飛行艇。1928年5月25日初飛行。 アメリカ合衆国
- シコルスキー S-39（英語版） (Sikorsky S-39)  - 水陸両用機。1929年12月24日初飛行。
- サヴォイア・マルケッティ S.65 (Savoia-Marchetti S.65)  - 競技用水上機。1929年初飛行。 イタリア王国
- カリーニン K-7 (Kalinin K-7)  - 1933年8月11日初飛行。 ソビエト連邦
- バーネリ UB-14（英語版） (Burnelli UB-14)  - 1934年初飛行。。■右に画像あり。
- ステアマン＝ハモンド Y-1 (Stearman-Hammond Y-1)  - 1936年発表。
- フォッカー G.1 (Fokker G.I)  - ［3FA］ 1937年5月16日初飛行。 オランダ
- ブローム・ウント・フォス BV 138 (Blohm & Voss BV 138)

飛行艇。1937年7月15日初飛行、1940年10月運用開始。生産期間 1938–1943年。 ドイツ帝国
- アーピン A-1 (Arpin A-1)  - 1938年5月7日初飛行。1946年退役。 イギリス
- プラハ E-51（英語版） (Praga E-51)  - ［3FA］ 1938年5月26日初飛行。 ドイツ帝国
- フォッケウルフ Fw 189 ウーフー (Focke-Wulf Fw 189 Uhu)  - ［3FA］ 1938年7月初飛行。1945年退役。
- ロッキード P-38 ライトニング (Lockheed P-38 Lightning)

［3FA］ 1939年1月27日初飛行、1941年生産開始・運用開始。退役。。■右に画像あり。
- フォッカー D.XXIII (Fokker D.XXIII)  - 1939年5月30日初飛行。 オランダ
- ベル XP-52 (Bell XP-52)  - 1940年完成。
- 二式小型輸送滑空機（ク1） (Maeda Ku-1)  - 1941年1月9日初飛行。 大日本帝国

- バルティ XP-68 トルネード（英語版） (Vultee XP-68 Tornado)

［2BA］ 1939年発注。初飛行の時期は不明。1941年不採用。。■右に画像あり。
- ノースロップ P-61 ブラックウィドウ (Northrop P-61 Black Widow)  - 1942年5月26日初飛行、1944年運用開始。1954年退役。
- 日国 ク7 まなづる (Kokusai Ku-7 Manazuru)  - 1942年8月15日初飛行。運用実績なし。 大日本帝国
- サーブ 21 (SAAB 21)  - 1943年7月30日初飛行。 スウェーデン
- デ・ハビランド バンパイア (de Havilland Vampire)

［2BA］ 1943年9月20日初飛行、1945年運用開始。1990年退役。 イギリス。■右上段に画像あり。
- ドブルホフ WNF 342 (Doblhoff WNF 342)  - ヘリコプター。1943年初飛行。 ドイツ
- 三菱 J4M 閃電 (Mitsubishi J4M)  - 1943年前後に製作。 大日本帝国

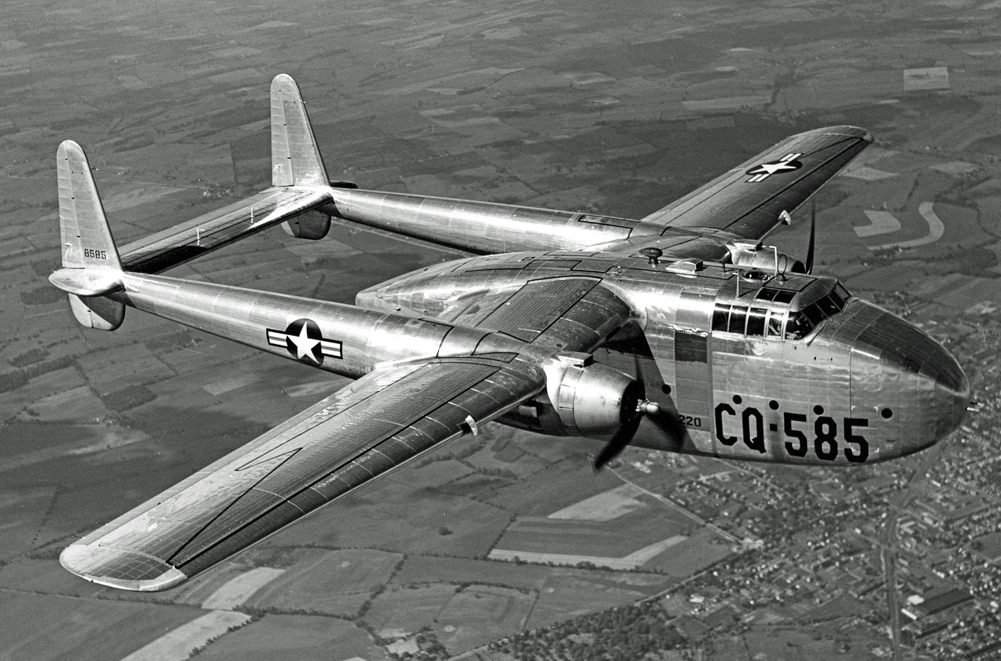
C-82 パケット

- ロッキード XP-58 チェイン・ライトニング (Lockheed XP-58 Chain Lightning)  - 1944年7月6日初飛行、同年10月就役。退役。
- 満州 キ98 (Mansyū Ki-98)  - 1944年8月、ほぼ完成していたが、戦況悪化を受けて破却される。 大日本帝国
- フェアチャイルド C-82 パケット (Fairchild C-82 Packet)  - 1944年9月初飛行。退役。。■右に画像あり。
- 立川 キ94 (Tachikawa Ki-94)  - 1944年完成。 大日本帝国
- フォッケウルフ フリッツァー (Focke-Wulf Flitzer)  - 1944年初飛行。 イギリス
- バーネリ CBY-3（英語版） (Burnelli CBY-3)  - 1944年初飛行。
- ノースアメリカン F-82 ツインマスタング (North American F-82 Twin Mustang)

［2FA］ 双子機。1945年6月15日初飛行、1946年運用開始。1953年退役。。■右上段に画像あり。
- ノースロップ F-15 リポーター (Northrop F-15 Reporter)  - 1945年7月3日初飛行。1968年退役。
- 国際 キ105 (Kokusai Ki-105) - 1944年12月初飛行・生産開始。1945年退役。 大日本帝国
- 満州 キ98 (Mansyū Ki-98)  - 1945年完成。 大日本帝国
- ヒューズ XF-11 (Hughes XF-11)  - 1946年7月7日初飛行。運用実績なし。
- サーブ 21R (Saab 21R)  - ［2BA］ 1947年3月10日初飛行。1956年退役。 スウェーデン。■右に画像あり。
- スホーイ Su-12 (Sukhoi Su-12)  - ［3FA］ 1947年8月26日初飛行。運用実績なし。 ソビエト連邦
- ヘストン JC.6 (Heston JC.6)  - ［2BA］ 1947年8月初飛行。運用実績なし。 イギリス
- フェアチャイルド C-119 フライングボックスカー (Fairchild C-119 Flying Boxcar)

1947年11月17日初飛行。1955年生産終了。退役。 アメリカ合衆国

シービクセン

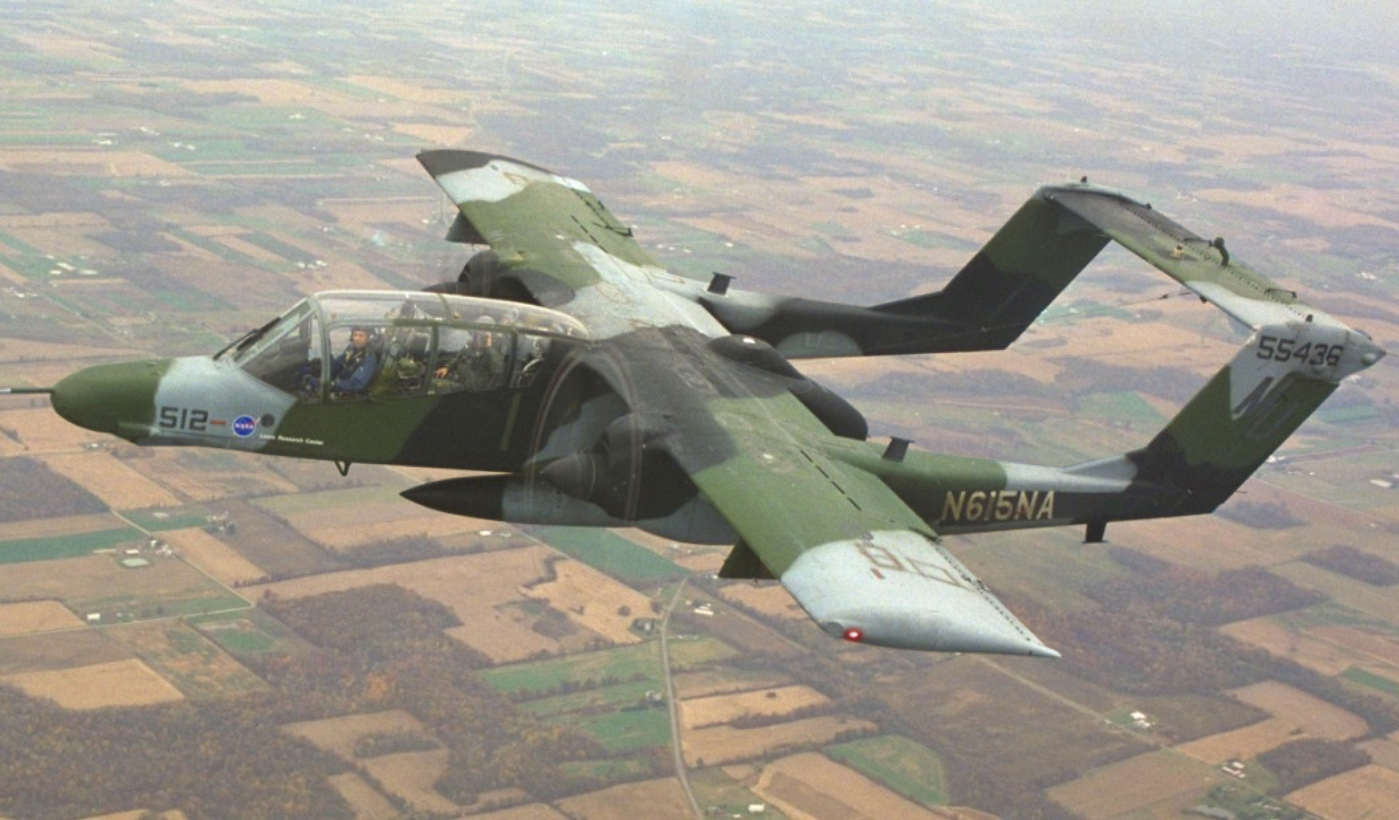
OV-10 ブロンコ

- カマン H-43 ハスキー (Kaman HH-43 Huskie)  - ヘリコプター。1953年4月21日初飛行。1970年代早期に退役。
- デ・ハビランド ベノム (de Havilland Venom)  - 1949年9月2日初飛行。退役。 イギリス
- ノール ノラトラ (Nord Noratlas)  - 1949年10月2日初飛行、1953年運用開始。1989年退役。 フランス
- デ・ハビランド シービクセン (de Havilland Sea Vixen)

［3FA］ 1951年9月26日初飛行、1959年生産開始。1972年退役。 イギリス。■右に画像あり。
- SIPA S-200 ミニジェット (SIPA S.200 Minijet)  - 1952年1月12日初飛行。 フランス
- SIAI-マルケッティ FN.333 リヴィエラ (SIAI-Marchetti FN.333 Riviera)  - 1952年12月4日初飛行、1962年運用開始。 イタリア
- ポテ 75 (Potez 75)  - 1953年6月10日初飛行。退役。 フランス
- XV-1 コンバーチプレーン (McDonnell XV-1)  - オートジャイロ。1954年7月14日初飛行。 アメリカ合衆国
- アームストロング・ホイットワース アーゴシー (Armstrong Whitworth AW.660 Argosy)  - 1959年1月8日初飛行。 イギリス
- セスナ 336（現・セスナ スカイマスター（英語版）） (Cessna Skymaster)

［2BA］ 1961年2月28日初飛行。生産期間 1963–1982年。 アメリカ合衆国。■右に画像あり。
- カモフ Ka-26 (Kamov Ka-26)

［2BA］ ヘリコプター。1965年8月18日初飛行。生産期間 1968–1985年。現役。 ソビエト連邦。■右上段に画像あり。
- セスナ 337（現・セスナ スーパースカイマスター）(Cessna Super Skymaster) -  アメリカ合衆国
  - セスナ O-2 スカイマスター (Cessna O-2 Skymaster)  - 1967年2月初飛行。退役。
- コンベア モデル48 (Convair Model 48 Charger)  - 1964年11月25日初飛行。運用実績なし。
- ノースアメリカンロックウェル OV-10 ブロンコ (North American Rockwell OV-10 Bronco)

1965年7月15日初飛行、1968年運用開始。現役。。■右に画像あり。
- IAI アラバ (IAI Arava)  - 1969年11月27日初飛行。 イスラエル
- PZL M-15 ベルフェゴル (PZL M-15 Belphegor)  - 1973年5月20日初飛行。1976年運用開始。1983年退役。 ポーランド
- エジレイ オプティカ (Edgley EA-7 Optica)  - 1979年12月14日初飛行。 イギリス
- IAI スカウト (IAI Scout)  - 無人航空機。1970年代末に運用開始。退役は2000年代。 イスラエル

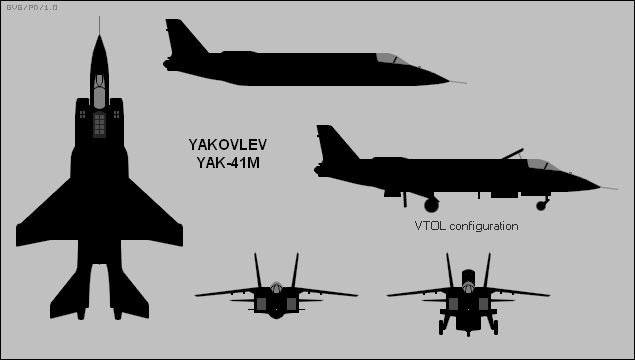
Yak-141（構造図）

- ミャスィーシチェフ M-55 (Myasishchev M-55)  - 1982年5月26日初飛行。 ソビエト連邦
- ルータン ボイジャー (Rutan Voyager)  - ［3FA］ 1984年初飛行。1987年退役。 アメリカ合衆国
- RTAF-5 (RTAF-5)  - 1984年10月5日初飛行。運用実績なし。 タイ
- ヤコヴレフ Yak-141 (Yakovlev Yak-141)

［2BA］ 超音速VTOL戦闘機。1987年3月9日初飛行。計画中止。 ソビエト連邦。■右に画像あり。
- スケールド・コンポジッツ ATTT（英語版） (Scaled Composites ATTT)  - 1987年12月29日初飛行。 アメリカ合衆国
- スケールド・コンポジッツ ARES（英語版） (Scaled Composites ARES)  - 1990年2月19日初飛行。
- スケールド・コンポジッツ ポンドレーサー (Scaled Composites Pond Racer)  - 1991年3月22日初飛行。1993年墜落。
- AAI RQ-7 シャドウ (AAI RQ-7 Shadow)  - ［2BA］ 無人航空機。1991年初飛行、1999年運用開始。
- IAI サーチャー (IAI Searcher)  - ［2BA］ 無人航空機。1992年運用開始。現役。 イスラエル
- IAI ヘロン (IAI Heron)  - ［2BA］ 無人航空機。1994初飛行、2005年運用開始。現役。
- MiG-110 (Mikoyan MiG-110)  - 1995年初飛行。 ロシア

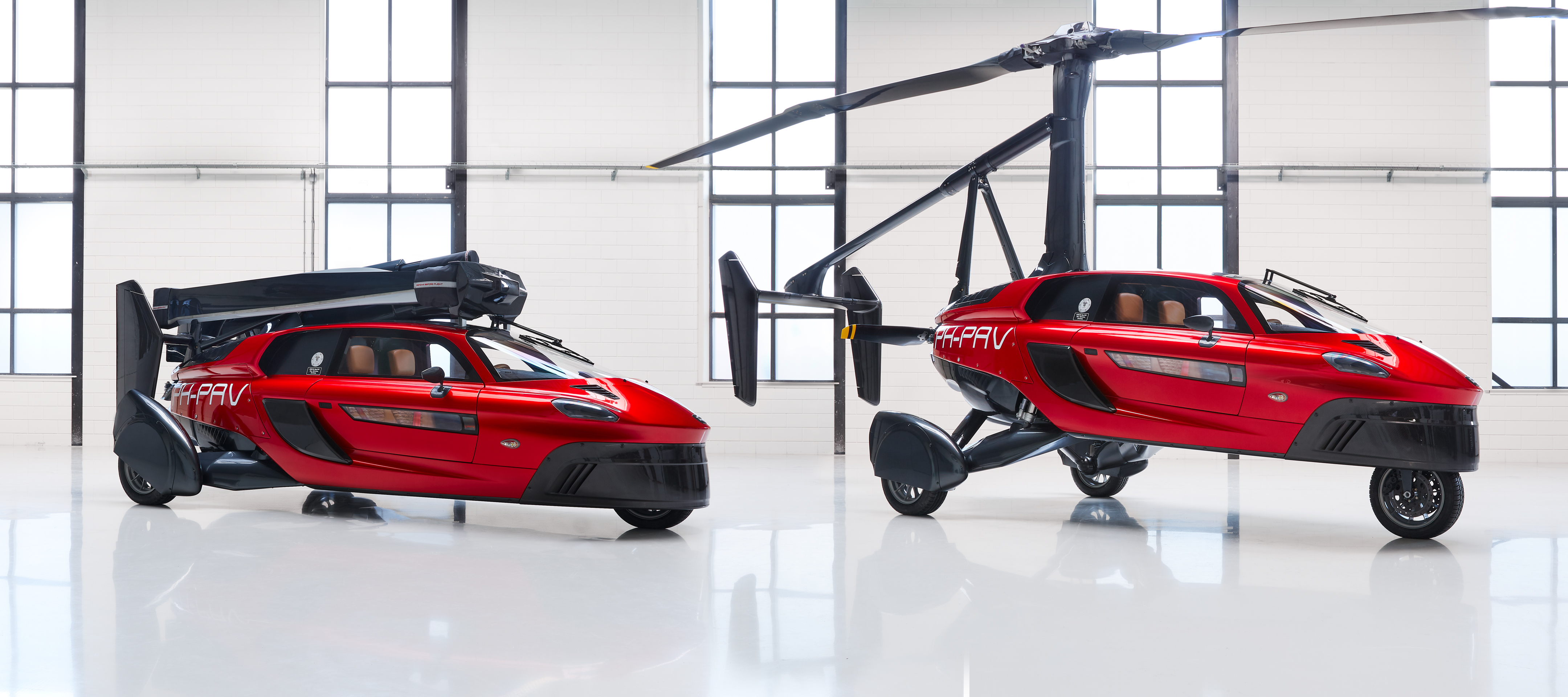
PAL-V リバティ

- DRDO ニシャント (DRDO Nishant)  - 無人航空機。1996年8月初飛行。 インド
- カモフ Ka-226 (Kamov Ka-226)  - ［2BA］ ヘリコプター。1997年9月4日初飛行、2002年運用開始。現役。 ロシア
- スケールド・コンポジッツ プロテウス (Scaled Composites Proteus)  - ［2BA］ 無人航空機。1998年7月26日初飛行。 アメリカ合衆国
- アダム M-309 (Adam M-309) - ［2BA］ 1999年生産開始、2000年3月21日初飛行、2000年4月5日運用開始。退役。
- スホーイ Su-80 (Sukhoi Su-80)  - 双発双胴STOL輸送機。2001年9月4日初飛行。 ロシア
- PAL-V（英語版） リバティ  (PAL-V Liberty)  - ［2BA］ 回転翼航空システム。2002年3月初飛行。 オランダ。■右に画像あり。
- スケールド・コンポジッツ ホワイトナイト (Scaled Composites White Knight)

［3FA］ スケールド・コンポジッツ社が開発した輸送機。有人宇宙船スペースシップワンの運搬機。2002年8月1日初飛行。2014年退役。 アメリカ合衆国。■右に画像あり。
機体名：ホワイトナイト、開発コード名：モデル318。
空虚重量 6,360ポンド（約2.889トン）、燃料積載量 6,400ポンド（約2.903トン）、最大ペイロード 8,000ポンド（約3.629トン）、最大離陸重量 18,000ポンド（約8.165トン）。全幅（翼幅）83フィート（約25.30メートル）。
- スケールド・コンポジッツ スペースシップワン (Scaled Composites SpaceShipOne)

［2BA］ 2003年5月20日初飛行、2004年退役。
- ヴァージン・アトランティック グローバルフライヤー (Virgin Atlantic GlobalFlyer)  - ［3FA］ 2005年初飛行、2006年退役。
- ハイドラテクノロジーズ エヘカトル (Hydra Technologies Ehécatl)  - ［2BA］ 2006年初飛行、2007年発売。 メキシコ
- テラフージア トランジション (Terrafugia Transition)  - ［2BA］ 空陸両用車。2009年3月5日初飛行。
- ノースロップ・グラマン ファイアーバード (Northrop Grumman Firebird)  - ［2BA］ 無人航空機。2010年2月9日初飛行、2012年運用開始。
- スケールド・コンポジッツ スペースシップツー (Scaled Composites SpaceShipTwo)  - ［3FA］ 2010年10月10日初飛行。
- ピピストレル（英語版）のピピストレル・トーラスG4（英語版） - 4人乗り電動航空機。2011年8月12日初飛行、■右に画像あり。

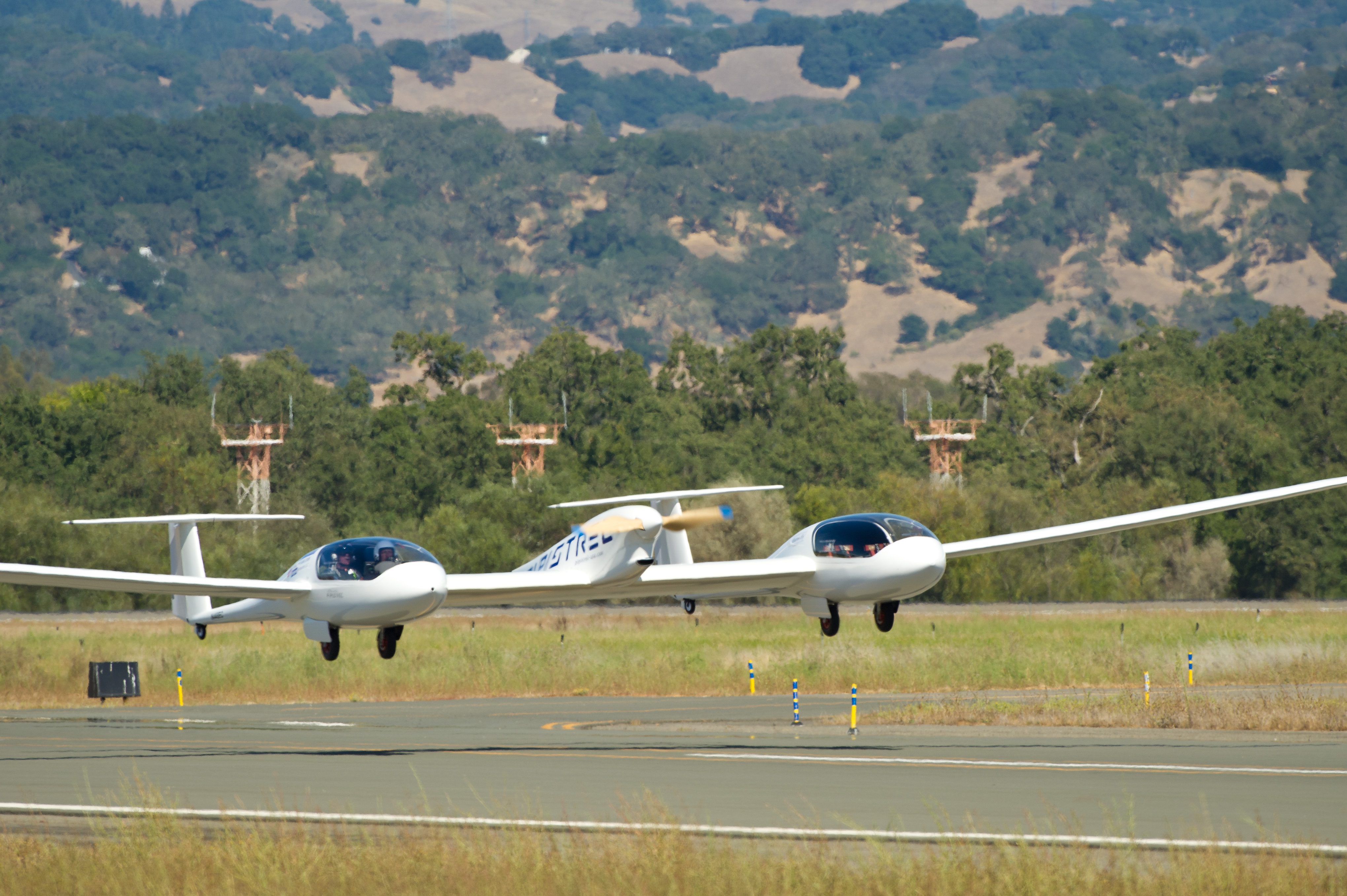
ピピストレル・トーラスG4（電動航空機）

- ボーイング・インシツ RQ-21 ブラックジャック (Boeing Insitu RQ-21 Blackjack)

［2BA］ 無人航空機。2012年1月22日初飛行、2012年運用開始。。■右に画像あり。

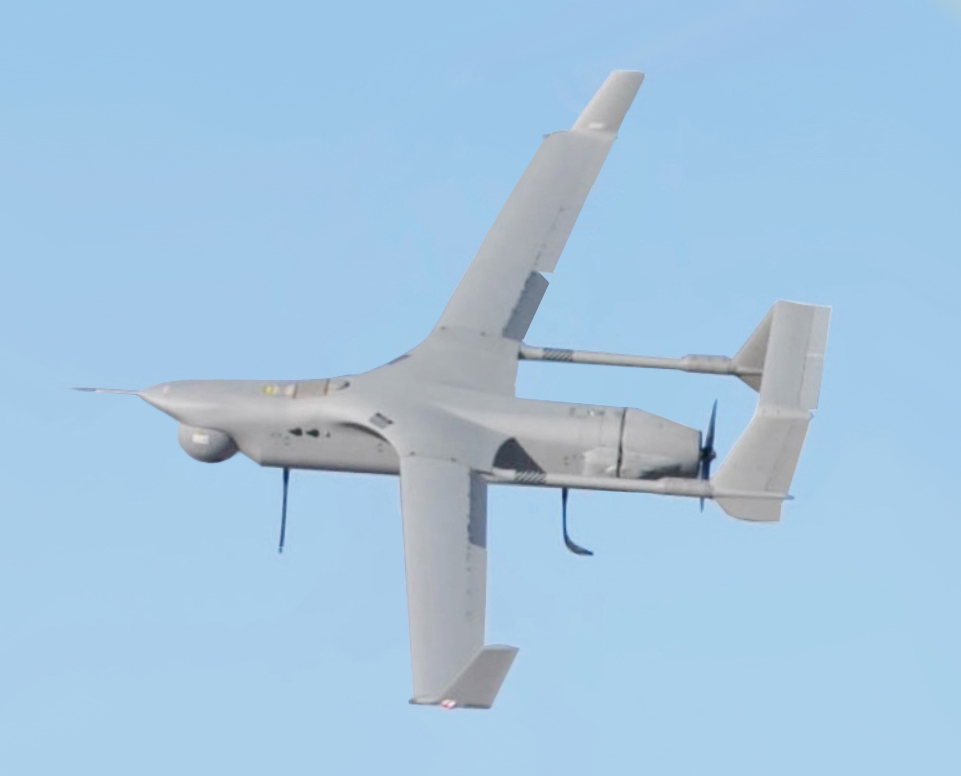
ボーイング・インシツ RQ-21 ブラックジャック

- スケールド・コンポジッツ ストラトローンチ（英語版） (Scaled Composites Stratolaunch)

［2FA］ 双子機。スケールド・コンポジッツ社傘下のプロジェクト企業の一つであるストラトローンチ・システムズが開発した輸送機。空中発射ロケットの母機。2017年初公開、2019年4月13日初飛行。事業の中心人物が志半ばで病死したため、全ての開発事業の終了が決定したが、当人の夢であった初飛行だけは実現させたうえで終了した。したがって、初飛行を最後に"飛ばない飛行機"となっている。。■右に画像あり。
機体名：ストラトローンチ、開発コード名：モデル351、愛称：ロック、通称：モデル351 ロック (Model 351 Roc)。
空虚重量 500,000ポンド（約226.796トン）。燃料を満載した宇宙ロケット（空中発射ロケット）を吊り下げた状態で機体重量は1,200,000ポンド（約544.31トン）超。最大離陸重量 1,300,000ポンド（約589.670トン）。全幅（翼幅）385フィート（約117.35メートル）、全長238フィート（約72.54メートル）、全高（テール高）50フィート（約15.24メートル）。
規格外に大きい「史上最大の双胴機」であり、航空機の分野においても歴史に残る1機となっている。「史上最も幅の広い航空機（翼幅が史上最大の航空機）」であることを始め、「最大離陸重量」においても、An-225 ムリーヤ（640.000トン）に次ぐ第2位である。通常の飛行機と違い、全幅に比べて全長の短い例が多いのが双胴機の特徴の一つであるが、それでも当機の全長は、現役の航空機のなかで第6位（飛行機限定では第5位）に付けている（※2021年時点。詳しくは『乗り物に関する世界一の一覧#航空機 大きさ』の『世界最長の、現役の航空機』を参照のこと）。